# Parque Fénix
El parque Fénix (en irlandés: Páirc an Fhionnuisce)está situado en Dublín, capital de la República de Irlanda, a tres kilómetros al noroeste del centro de la ciudad. Mide 712 hectáreas y consta de un perímetro vallado de 16 kilómetros de extensas zonas verdes, boscosas y avenidas de árboles en hilera con paseos y monumentos. Se trata de uno de los parques urbanos más grandes de Europa, muy por debajo de la madrileña Casa de Campo (1770 ha),pero con un tamaño no muy inferior al de otros parques de ámbito suburbano, como el parque Richmond, en Richmond upon Thames (Londres), que tiene 955 ha.
Desde 1660, en el parque vive una manada de gamos, que introdujo James Butler, I duque de Ormonde.Su nombre es una corrupción del irlandés fionn uisce, que significa agua clara. Es corriente ver a los visitantes corretear cerca de las manadas de gamos y también a jinetes galopar con sus caballos.
El gobierno irlandés ha propuesto a la UNESCO que el parque sea designado como Patrimonio de la Humanidad.

## Historia
Después de la conquista cambro-normanda y la posesión de Dublín y de sus tierras en el siglo XII, Hugh Tyrell, primer barón de Castleknock, concedió una buena parte de tierra, incluyendo parte del actual parque a los caballeros de San Juan de Jerusalén. Los caballeros establecieron una abadía en Kilmainham, en el lado donde se encuentra el «Royal Hospital». Perdieron sus tierras cuando Enrique VIII de Inglaterra confiscó las propiedades monarcas en 1537 y, ocho años más tarde, una vez más, las tierras volvieron a ser revertidas a la propiedad de los representantes del rey en Irlanda. 
En la restauración al trono de Carlos II (rey de Escocia e Irlanda), su gobernador en Dublín, James Butler estableció un «Parque Real de Caza» habitado por faisánes y gamos salvajes, por lo tanto fue necesario vallar toda el área. Fue abierto al público por Lord Chesterfield en 1747.

## Carreras a motor
Las carreras a motor comenzaron en 1903 cuando el parque acogió el Trial irlandés de carreras de velocidad de Gordon Bennett en la calle principal para ambos, automóviles y motocicletas. Esto siguió al Grand Prix internacional irlandés; el primero de 3 carreras Grand Prix. Estas carreras comenzaron en 1932 hasta el comienzo de la Segunda Guerra Mundial en 1939 y fueron revividas de nuevo en 1949 con un sprint en el circuito Oldtown seguido el año siguiente con una concentración completa de carreras y se ha venido continuamente usando hasta hoy. Durante los años se han usado siete circuitos diferentes, dos de los cuales han sido nombrados luego del famoso campeón mundial de carreras conductor de Ferrari Mike Hawthorn.

### Ganadores del Grand Prix Internacional irlandés
| Temporada | Fecha    | Carrera                            | Lugar        | Ganador           | Chasis             | Motor         |
| --------- | -------- | ---------------------------------- | ------------ | ----------------- | ------------------ | ------------- |
| 1929      | Julio 12 | I Irish Grand Prix (Saorstat Cup)  | Parque Fénix | Boris Ivanowski   | Alfa Romeo 6C      | Alfa Romeo    |
| 1929      | Julio 13 | I Irish Grand Prix (Eireann Cup)   | Parque Fénix | Boris Ivanowski   | Alfa Romeo 6C      | Alfa Romeo    |
| 1930      | Julio 18 | II Irish Grand Prix (Saorstat Cup) | Parque Fénix | Victor Gillow     | Riley 9 Brooklands | —             |
| 1930      | Julio 19 | II Irish Grand Prix (Eireann Cup)  | Parque Fénix | Rudolf Caracciola | Mercedes SSK       | Mercedes-Benz |

## Elementos más destacados
Desde hace unos años, en el parque se encuentra la residencia del presidente de Irlanda (Áras an Uachtaráin), una mansión alejada de la parte pública del parque. La casa está cerrada a los visitantes aunque se puede admirar su fachada al pasear por el parque. 
Una de los atractivos principales del parque es el zoológico fundado en 1830, el tercero más antiguo del mundo, por detrás del de Viena y Londres. Los visitantes pueden ver más de 700 animales y pájaros tropicales de todo el planeta. Otro monumento significativo es la cruz papal, erigida para celebrar una misa al aire libre durante la visita de Juan Pablo II en septiembre de 1979 a la que asistieron alrededor de un millón de personas.

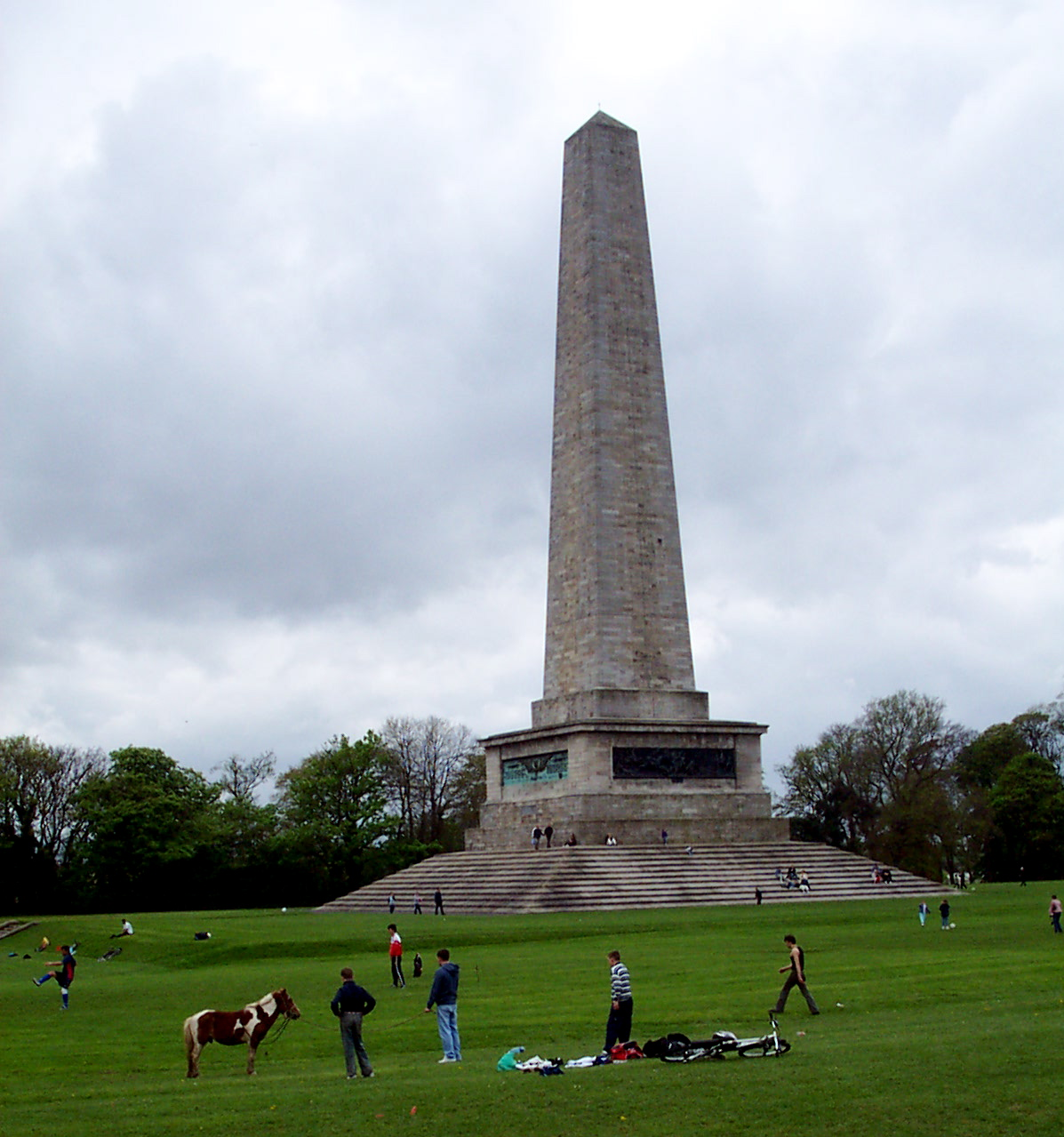
El Monumento a Wellington en el parque Fénix.

El monumento a Wellington es un obelisco de 62 metros de alto en memoria al duque de Wellington, famoso militar, político y estadista  nacido en Irlanda. La Residencia Deerfield era la antigua residencia del secretario caudillo de Irlanda y en 2007 constituye la residencia oficial del embajador de los Estados Unidos en Irlanda y al igual que la residencia del presidente, tan solo se puede entrar para hablar con la embajada. El Monumento Fénix es un monumento en forma de columna corintia con un ave fénix que renace de las cenizas en su pináculo. Este monumento fue erigido por lord Chesterfield en el año 1747.
También está situado en el interior del parque el cuartel general de la fuerza nacional de la policía irlandesa (An Garda Síochána). Además, contiene varios campos deportivos que proveen una variedad de actividades recreativas como: el rugby, el fútbol, el cricket y el polo.

### El centro de información al visitante y el castillo de Ashtown
La construcción más antigua del lugar es el castillo de Ashtown, una torre medieval restaurada que data del siglo XVII. Está situada junto al «centro de visitantes». Este centro ofrece una exposición de la historia y la naturaleza del parque, en el que los visitantes tienen la oportunidad de apreciar una interpretación histórica del parque desde el año 3500 a. C. hasta el presente, así como un audiovisual sobre el parque a través del tiempo.